# Hans Gerschwiler
Hans Gerschwiler, född 20 juni 1920 i Winterthur i kantonen Zürich, död 27 september 2017 i Pinehurst i North Carolina i USA, var en schweizisk konståkare.
Gerschwiler blev olympisk silvermedaljör i konståkning vid vinterspelen 1948 i Sankt Moritz.